# 11 Batalion Straży Granicznej
11 Batalion Straży Granicznej – jednostka organizacyjna Straży Granicznej w II Rzeczypospolitej.

## Formowanie i zmiany organizacyjne
Wykonując postanowienia uchwały Rady Ministrów z 23 maja 1922 roku, Minister Spraw Wewnętrznych rozkazem z 9 listopada 1922 roku zmienił nazwę „Bataliony Celne” na „Straż Graniczną”. Wprowadził jednocześnie w formacji nową organizację wewnętrzną. 11 batalion celny przemianowany został na 11 batalion Straży Granicznej.
11 batalion Straży Granicznej funkcjonował w strukturze Komendy Powiatowej Straży Granicznej w Głębokim, a jego dowództwo stacjonowało w Dzisnej. W skład batalionu wchodziły cztery kompanie strzeleckie oraz jedna kompania karabinów maszynowych w liczbie 3 plutonów po 2 karabiny maszynowe na pluton. Dowódca batalionu posiadał uprawnienia dyscyplinarne dowódcy pułku. Cały skład osobowy batalionu obejmował etatowo 614 żołnierzy, w tym 14 oficerów.
W lipcu 1923 roku 11 batalion SG w Dzisnej przekazał swój odcinek sąsiednim batalionom SG i został rozwiązany.

## Służba graniczna
Sąsiednie bataliony
- 27 batalion Straży Granicznej ⇔ 33 batalion Straży Granicznej – 1 grudnia 1922[3][8]

## Kadra batalionu
Komendanci batalionu
| stopień | imię i nazwisko   | okres pełnienia służby | kolejne stanowisko |
| ------- | ----------------- | ---------------------- | ------------------ |
| mjr     | Henryk Więckowski | IX 1922 – był XI 1922  |                    |

## Struktura organizacyjna
| Ordre de Bataille 11 batalionu Straży Granicznej w Dzisnej na dzień 14 listopada 1922 | Ordre de Bataille 11 batalionu Straży Granicznej w Dzisnej na dzień 14 listopada 1922 | Ordre de Bataille 11 batalionu Straży Granicznej w Dzisnej na dzień 14 listopada 1922 | Ordre de Bataille 11 batalionu Straży Granicznej w Dzisnej na dzień 14 listopada 1922 | Ordre de Bataille 11 batalionu Straży Granicznej w Dzisnej na dzień 14 listopada 1922 |
| kompanie                                                                              | 1. Kotowicze                                                                          | 2. Prosiołkowicze                                                                     | 3. Dzisna                                                                             | 4. Dzisna?                                                                            |
| ------------------------------------------------------------------------------------- | ------------------------------------------------------------------------------------- | ------------------------------------------------------------------------------------- | ------------------------------------------------------------------------------------- | ------------------------------------------------------------------------------------- |
| placówki                                                                              | Rodziwszczyzna                                                                        | Polanka                                                                               | Mazuryn                                                                               | Doroszkowicze                                                                         |
| placówki                                                                              | Borowszczyzna                                                                         | Kopciowo                                                                              | Łąki                                                                                  | Frołowo                                                                               |
| placówki                                                                              | Sielce                                                                                | Olchówka                                                                              | Dzisna                                                                                | Powianusze                                                                            |
| placówki                                                                              | Ostrów                                                                                | Czerepy                                                                               |                                                                                       | Hrehorowicze                                                                          |
| placówki                                                                              | Kniażyn                                                                               |                                                                                       | Werki                                                                                 |                                                                                       |